# Acetilsalicilna kiselina
Aspirin® ili acetilsalicilna kiselina salicilatni je lijek koji se često koristi kao analgetik, antipiretik i antiupalni lijek (nesteroidni antireumatik).
Također, ima svojstvo antiplateleta, odnosno sprječava nastanak tromboze. Ponekad se koristi u manjim dozama za sprječavanje infarkta srca kod osoba koje imaju rizik od nastajanja tromba.

## Sinteza
Sinteza acetilsalicilne kiseline odvija se reakcijom esterifikacije, gdje alkoholna grupa s molekula salicilne kiseline stupa u reakciju s anhidridom octene kiseline, pri čemu se kao produkti dobivaju acetilsalicilna kiselina i etanska kiselina.